# Sagenomella striatispora
Sagenomella striatispora är en svampart som först beskrevs av Onions & G.L. Barron, och fick sitt nu gällande namn av W. Gams 1978. Sagenomella striatispora ingår i släktet Sagenomella och familjen Trichocomaceae.   Inga underarter finns listade i Catalogue of Life.